# أو أر أف 1
أو أر أف 1 هي قناة تلفزيونية نمساوية عامة مملوكة لشركة أو أر أف. كانت أول قناة تلفزيونية في النمسا، بدأت في عام 1955. أو أر أف 1 واحدة من أربع قنوات تلفزيونية عامة في النمسا. تمول من خلال مزيج من عائدات الإعلانات ورسوم ترخيص التلفزيون : على هذا النحو، على عكس محطات التلفزيون الألمانية (المتوفرة بشكل عام مجانًا)، فقناة أو أر أف 1 والقنوات الشقيقة مشفرة عبر القمر الصناعي.